# Ульдуры
Ульдуры — самый восточный горный останец в системе трёх небольшой островных горных хребтов (наряду с хребтами Даур и Большие Чурки) Еврейской автономной области. У западных предгорий — селение Бирофельд. В 1963 году хребет включил в свой состав государственный природный заказник областного значения «Ульдуры».

## География
Расположен в юго-восточной части ЕАО (Биробиджанский район). В длину достигает 20 км, в ширину с севера на юг — около 10 км. Практически со всех сторон хребет окружает низменная, сильно заболоченная и большей частью безлесая Среднеамурская низменность с высотами 55—60 мм выше уровня моря. Имеет сложную изогнутую форму. Максимальная точка высотой 630 м. С хребта стекают реки, крупнейш. из которых — Ульдура.

## Флора и фауна
В нижнем ярусе хребта преобладают широколиственные леса муссонного типа, на высотах свыше 600 м их сменяют хвойные. На склонах хребта встречается редкий вид солонгой, некоторые редкие виды хищных птиц и бабочек. Часть хребта включает в свой состав природный заказник «Большие Чурки». В центральной части хребта Ульдуры обитает изюбрь, кабан обычен в восточной части хребта и на прилегающей к нему равнинной территории. Из редких птиц отмечены пегий лунь, амурский кобчик, утка-мандаринка, иглоногая сова. Тетеревиные тока массово проходят на северо-западных склонах хребта Ульдуры и на примыкающих к ним участках долины реки Ульдуры. К редким растениям относятся: венерин башмачок, башмачок крупноцветковый, рябчик Максимовича.